# For Once in My Life
Pour les articles homonymes, voir For Once In My Life (homonymie).
Albums de Stevie Wonder
Eivets Rednow
(1968) My Cherie Amour
(1968)
For Once in My Life est un album signé par Stevie Wonder et édité par la Motown en 1968.

## Titres
| No  | Titre                               | Auteur                                | Durée |
| --- | ----------------------------------- | ------------------------------------- | ----- |
| 1.  | For Once in My Life                 | Ron Miller, Orlando Murden            | 2:48  |
| 2.  | Shoo-Be-Doo-Be-Doo-Da-Day           | Henry Cosby, Sylvia Moy, Wonder       | 2:45  |
| 3.  | You Met Your Match                  | Lula Mae Hardaway, Don Hunter, Wonder | 2:37  |
| 4.  | I Wanna Make Her Love Me            | Cosby, Hardaway, Moy, Wonder          | 2:52  |
| 5.  | I'm More than Happy (I'm Satisfied) | Cosby, C. Grant, Moy, Wonder          | 2:56  |
| 6.  | I Don't Know Why                    | Hardaway, Hunter, Paul Riser, Wonder  | 2:46  |
| 7.  | Sunny                               | Bobby Hebb                            | 4:00  |
| 8.  | I'd Be a Fool Right Now             | Cosby, Moy, Wonder                    | 2:54  |
| 9.  | Ain't No Lovin                      | Hardaway, Hunter, Riser, Wonder       | 2:36  |
| 10. | God Bless the Child                 | Arthur Herzog Jr., Billie Holiday     | 3:27  |
| 11. | Do I Love Her                       | Wonder                                | 2:58  |
| 12. | The House on the Hill               | L. Brown, Gordy, Allen Story          | 2:36  |